# Степанов, Иван Григорьевич (капитан)
Иван Григорьевич Степанов (1767—1831) — капитан-командор, командир Роченсальмского порта.

## Биография
Родился в 1767 году. 1 мая 1783 года поступил в Морской кадетский корпус, по окончании курса которого 1 января 1785 года был произведён в мичманы, в 1788 году был произведён в лейтенанты.
В 1789 году он принимал участие в Эландском сражении, а в следующем году, состоя на корабле «Константин», был в сражении под Выборгом. В течение последующих лет Степанов совершал обычные плавания по Балтийскому морю, вплоть до 1796 года, когда был командирован в Астрахань, откуда, последовательно командуя пакетботом «Летучий» и бригантиной «Слава», многократно ходил к персидским берегам.
В 1798 году он был отправлен в Казань с поручением заготовить строевой лес, что вполне успешно исполнил к 1800 году, когда переехал в Санкт-Петербург, где был произведён в капитан-лейтенанты и вновь определён в Балтийский флот. Через два года он опять был послан в Астрахань, где получил в командование фрегат «№ 2», затем корабль «Гром». В Астрахани Степанов 26 ноября 1807 года за проведение 18 морских полугодовых кампаний был награждён орденом св. Георгия 4-й степени (№ 1883 по кавалерскому списку Григоровича — Степанова), в 1809 году произведён в капитаны 2-го ранга и оттуда в 1810 году переведён в Архангельск, где его командованию были вверены сначала шесть канонерских лодок, а после 29-й корабельный экипаж.
Повышенный в 1811 году в капитаны 1-го ранга, он в 1812—1814 годах на корабле «Святослав» сделал переход из Архангельска в Свеаборг, а из последнего в эскадре вице-адмирала Кроуна перешел к берегам Англии, Голландии и Франции.
В 1823 году Степанов был назначен командиром Роченсальмского порта с обязанностью исправлять должности флотского начальника, капитана и лоц-капитана в этом порте. В капитан-командоры он был произведён 30 августа 1824 года и вместе с тем был назначен начальником 1-й бригады балтийских ластовых экипажей, которой командовал до самой смерти, последовавшей 12 апреля 1831 года, По неподтверждённым сведениям был переименован в генерал-майоры. Похоронен он в Санкт-Петербурге на Волковом православном кладбище.